# 안드로이드는 꿈을 꾸는가?/빛의 노래
〈안드로이드는 꿈을 꾸는가?/빛의 노래〉(アンドロイドは夢を見るか?/光のうた 안드로이도와유메오미데루카?/히카리노우타[*])는 안주루무의 열 아홉 번째 싱글이다. 2025년 5월 21일에 업프런트 워크스(hachama 레이블)에서 발매될 예정이다.

## 개요
- 카미코쿠료 모에 마지막 참가 싱글.
- 초도 생산 한정반 A · B · 스페셜(이하 ‘SP’), 통상반 A · B의 다섯 가지 형태로 발매됐다. SP를 포함하는 초도 생산 한정반은 CD+DVD, 통상반은 CD만으로 구성되어 있다. 초도 생산 한정반 SP에만 ‘이벤트 추첨 시리얼 넘버 카드’가 봉입되어 있다. 통상반의 초도 사양에만 트레이딩 카드 크기의 생사진 솔로 10종+단체 1종에서 랜던으로 1장이 봉입(통상반 A는 ‘アンドロイドは夢を見るか?}→안드로이드는 꿈을 꾸는가?’ Ver., 통상반 B는 ‘光のうた→꿈의 노래’ Ver.)됐다.

## 발매일
| 국가 | 날짜            | 레이블                 | 포맷   | 상품 번호                            |
| ---- | --------------- | ---------------------- | ------ | ------------------------------------ |
| 일본 | 2025년 5월 21일 | hachama/UP-FRONT WORKS | CD+DVD | HKCN-50834 ~ 5 (초도 생산 한정반 A)  |
| 일본 | 2025년 5월 21일 | hachama/UP-FRONT WORKS | CD+DVD | HKCN-50836 ~ 7 (초도 생산 한정반 B)  |
| 일본 | 2025년 5월 21일 | hachama/UP-FRONT WORKS | CD+DVD | HKCN-50838 ~ 9 (초도 생산 한정반 SP) |
| 일본 | 2025년 5월 21일 | hachama/UP-FRONT WORKS | CD+DVD | CD+다운로드 카드                     |
| 일본 | 2025년 5월 21일 | hachama/UP-FRONT WORKS | CD     | HKCN-50840 (통상반 A）               |
| 일본 | 2025년 5월 21일 | hachama/UP-FRONT WORKS | CD     | HKCN-50841 (통상반 B)                |

## 참가 멤버
- 4기 : 카미코쿠료 모에
- 7기 : 이세 레이라
- 8기 : 하시사코 린
- 9기 : 카와나 린, 타메나가 시온, 마츠모토 와카나
- 10기 : 히라야마 유키
- 11기 : 시모이타니 유키호, 고토 하나

### 내용주
1. ↑  인디즈를 포함하는 스마이레지 때부터 통산으로는 40번째(메이저로 한정하면 35번째)이다.